# Іслам на Острові Святої Єлени

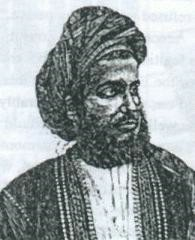
Халід ібн Баргаш аль-Бусаід

Іслам на Острові Святої Єлени є религією меншості. Мусульмани становлять близько 0,1 % від населення острова, переважно це нащадки мігрантів з Індостану та Західної Африки.

## Історія
Першим постійним мешканцем острова Святої Єлени був португальський дворянин Фернан Лопіш, який під час свого перебування в Індії прийняв іслам. Лопіш вибрав добровільне вигнання на Острові Святої Єлени, де й прожив у майже повній самоті близько тридцяти років.
Серед чорношкірих рабів, ввезених Ост-індійською компанією до роботи на острові Святої Єлени до 1792 року із Західної Африки, були мусульмани. Проте більшість із них прийняли згодом християнство. Після 1792 року було прийнято рішення для робіт у сільськогосподарській галузі острова почати наймання за контрактом робітників з Китаю та Індії, серед яких були мусульмани. Після скасування рабства деякі невільники-мусульмани залишалися жити на островах. У XIX і на початку XX століття Велика Британія посилала на острів мусульман, учасників різних повстань у колоніях.
У 1921 році кількість мусульман на острові Святої Єлени була 32 особи, що становило 0,9% від всього населення. Це була найбільша зафіксована кількість мусульман, яка проживала на острові. В основному це були засланці з Африки. Серед них був останній правитель незалежного Занзібара Сеїд Халід ібн Баргаш аль-Бусаїд, який жив на острові з червня 1917 до квітня 1921. Йому вдалося об'єднати навколо себе інших в'язнів мусульман із Золотого берега, Уганди, Ньясаленда та Сомаліленду та створити невелику мусульманську громаду. У 1960-х роках на острів Св. Єлени були заслані керівники Національного комітету профспілок Абдалі аль Алават, Абдурахман аль Бакір, Абдульазіз аль Шамалан. 
В наш час[уточнити] на острові Святої Єлени існує невелика мусульманська громада, що становить до десяти осіб.